# Taking Back Sunday EP
Taking Back Sunday es el primer material grabado de Taking Back Sunday. Grabado en 2001, la formación en este EP poco o nada tiene que ver con la actual. En primer lugar, el cantante principal de la banda es Antonio Longo, cantante original de Taking Back Sunday; Jesse Lacey, actual líder de Brand New, es el bajista y coros; John Nolan era el guitarra y coros; Eddie Reyes, fundador y guitarra; Stevie D., batería únicamente en los temas Go On y Summer Stars; y Mark O'Connell, batería en el resto de canciones.
Longo, Lacey y Stevie D. sólo firman este trabajo y Lullaby EP, también de 2001. Abandonaron la banda en 2000, antes de que este EP fuese lanzado.

## Listado de canciones
1. "Lost and Found" – 3:59
2. "The Things We'll Never Know" – 3:36
3. "Eleven" – 3:43
4. "Go On" – 5:15
5. "One Way Conversation" – 3:23
6. "Summer Stars" – 4:19

## Créditos
- John Nolan - cantante / guitarra
- Eddie Reyes - guitarra
- Antonio Longo - cantante
- Jesse Lacey - bajo
- Stevie D. - batería (sólo en "Go On" y "Summer Stars")
- Mark O'Connell - batería

- Datos: Q9081536